# Мур, Брендан
Бре́ндан Мур (англ. Brendan Moore, род. 17 февраля 1972 в городе Шеффилд, Великобритания) — английский профессиональный снукерный рефери.
Стал рефери в 2001 году, но в профессиональном туре появился лишь в 2005. Ему доверили судить квалификационный матч между Дэвидом Ро и Патриком Уоллесом. В 2008 Мур уже работал на чемпионате мира, где судил, в частности, матч Стив Дэвис — Стюарт Бинэм. На Шанхай Мастерс 2009 судил свой первый рейтинговый полуфинал.
На Welsh Open 2010 Брендану Муру предоставили право судить финальный матч. В том же году Мур проводил и финал второго по значимости снукерного турнира, чемпионата Великобритании. В 2012 году он впервые в карьере судил финал турнира Мастерс.